# ペッ・ゴーキャットジム
ペッ・ゴーキャットジム（泰: เพชร ก่อเกียรติยิม、英: Petch Kokietgym、1988年10月24日 - ）は、タイのプロボクサー。第12代PABAスーパーフライ級王者。第10代・第14代・第15代PABAバンタム級王者。PABA2階級制覇王者。
2012年12月31日には将生潤戦で日本のリングに立っている。多くの日本語表記の記事で「ペッチ・ゴーキャットジム」と表記されている。

## 来歴
2007年11月16日、スラートターニー県カーンチャナディット郡でウィラポン・ソーチャンドラシットとバンタム級6回戦を行い、6回判定勝ちを収めデビュー戦を白星で飾った。
2008年11月28日、アムナートチャルーン県でライアン・マリテグとWBC・ユース世界スーパーフライ級暫定王座決定戦を行い、10回3-0の判定勝ちを収め王座獲得に成功した。
2009年2月13日、コーンケン県バーンパイ郡でジェイソン・ブターブターと対戦し、10回3-0の判定勝ちを収めWBC暫定ユース王座の初防衛に成功した。
2009年5月28日、セブ市のセブ・コロシアムでジェイソン・エゲラとバンタム級8回戦を行い、プロ初黒星となる8回1-2（75-77×2、77-75）の判定負けを喫した。
2009年7月31日、セブ州ナガでジェイソン・エゲラとWBOアジア太平洋スーパーフライ級王座決定戦を行い、12回2-1（115-113×2、111-117）の判定勝ちを収め王座獲得に成功、前戦の借りを返した。
2012年2月10日、チャイナート県ノーンマモーン郡でロデル・クイラトンとPABAスーパーフライ級王座決定戦を行い、12回3-0（116-112×2、115-113）の判定勝ちを収め王座獲得に成功した。
2012年5月11日、サケーオ県ワンナムイェン郡でジェミー・ゴーベルと対戦し、12回3-0（118-110×2、116-112）の判定勝ちを収めPABA王座の初防衛に成功した。
2012年12月31日、東京都大田区の大田区総合体育館で将生潤と53.0kg契約6回戦を行い、6回3-0（59-56×2、58-56）の判定勝ちを収めた。
2013年2月26日、シーサケート県ワンヒン郡でアルバート・アルコイとPABAバンタム級王座決定戦を行い、アルコイの8回終了時棄権によりPABA2階級制覇を達成した。
2013年3月25日、コーンケン県でドンドン・ヒメネアとABCOバンタム級コンチネンタル王座決定戦を行い、8回49秒KO勝ちを収め王座獲得に成功した。
2013年4月3日、WBAはペッをWBA世界バンタム級14位にランクインした。
2016年6月30日、サコンナコーン県でエスピノス・サブとPABAバンタム級王座決定戦を行い、12回3-0の判定勝ちを収めPABA王座への返り咲きに成功した。
2017年1月26日、ナコーンラーチャシーマー県ダーンクントット郡でリオ・ナインゴランとPABAバンタム級王座決定戦を行い、5回KO勝ちを収めみたび王座獲得に成功した。

## 獲得タイトル
- WBC世界スーパーフライ級暫定ユース王座
- WBOアジア太平洋スーパーフライ級王座
- 第12代PABAスーパーフライ級王座（防衛1）
- 第10代PABAバンタム級王座（防衛0）
- ABCOバンタム級コンチネンタル王座
- 第14代PABAバンタム級王座（防衛0）
- 第15代PABAバンタム級王座（防衛0）